# Dasychira cyrtozona
Dasychira cyrtozona är en fjärilsart som beskrevs av Collenette 1936. Dasychira cyrtozona ingår i släktet Dasychira och familjen tofsspinnare. Inga underarter finns listade i Catalogue of Life.